# Oumar Traoré
Oumar Traoré (ur. 27 lutego 1975) – piłkarz senegalski grający na pozycji pomocnika.

## Kariera klubowa
Karierę piłkarską Traoré rozpoczął w klubie ASC Diaraf z Dakaru. W jego barwach zadebiutował w pierwszej lidze senegalskiej. Grał w nim do końca 1998 roku.
Na początku 1999 roku Traoré trafił do Arabii Saudyjskiej i do końca 2002 roku grał w tamtejszym klubie Al-Riyadh SC. W 2003 roku odszedł do Al-Najma.
Latem 2003 Traoré wrócił do Senegalu i ponownie występował w ASC Diaraf. Od początku 2005 roku do końca sezonu 2005/2006 występował w cypryjskim AEK Larnaka, w którym zakończył swoją karierę.

## Kariera reprezentacyjna
W reprezentacji Senegalu Traoré zadebiutował w 1996 roku. W 2000 roku został powołany do kadry na Puchar Narodów Afryki 2000, na którym rozegrał 2 mecze: z Zambią (2:2) i ćwierćfinale z Nigerią (1:2).